# Challenger de Aptos 2014
El Comerica Bank Challenger 2014 fue un torneo de tenis profesional jugado en canchas de pista dura. Se disputó la 26ª edición del torneo que formó parte del circuito ATP Challenger Tour 2014. Se llevó a cabo en Aptos, Estados Unidos entre el 4 y el 10 de agosto de 2014.

## Jugadores participantes del cuadro de individuales

### Cabezas de serie
| País                  | Jugador           | Rank1 | Favorito |
| --------------------- | ----------------- | ----- | -------- |
| Bandera de Kazajistán | Mikhail Kukushkin | 54    | 1        |
| Bandera de Chipre     | Marcos Baghdatis  | 105   | 2        |
| Bandera de Rusia      | Yevgueni Donskoi  | 111   | 3        |
| Bandera de Japón      | Go Soeda          | 115   | 4        |
| Bandera de la India   | Somdev Devvarman  | 132   | 5        |
| Bandera de Croacia    | Ante Pavić        | 139   | 6        |
| Bandera de Uzbekistán | Farrukh Dustov    | 144   | 7        |
| Bandera de Hungría    | Márton Fucsovics  | 154   | 8        |

- 1 Se ha tomado en cuenta el ranking del 28 de julio de 2014.

### Otros participantes
Los siguientes jugadores recibieron una invitación (wild card), por lo tanto ingresan directamente al cuadro principal (WC):
- Andre Dome
- Marcos Giron
- Kevin King
- Mackenzie McDonald

Los siguientes jugadores ingresan al cuadro principal tras disputar el cuadro clasificatorio (Q):
- Sanam Singh
- Dennis Nevolo
- Yasutaka Uchiyama
- Daniel Nguyen

## Jugadores participantes en el cuadro de dobles

### Cabezas de serie
| País                      | Jugador         | País                     | Jugador            | Rank1 | Favorito |
| ------------------------- | --------------- | ------------------------ | ------------------ | ----- | -------- |
| Bandera de Estados Unidos | Austin Krajicek | Bandera de Australia     | John-Patrick Smith | 149   | 1        |
| Bandera de Estados Unidos | Kevin King      | Bandera de la India      | Divij Sharan       | 226   | 2        |
| Bandera de Nueva Zelanda  | Marcus Daniell  | Bandera de Nueva Zelanda | Artem Sitak        | 278   | 3        |
| Bandera de la India       | Purav Raja      | Bandera de la India      | Sanam Singh        | 355   | 4        |

- 1 Se ha tomado en cuenta el ranking del 28 de julio de 2014.

## Campeones

### Individual Masculino
- Marcos Baghdatis ganó el título, derrotando a  Mikhail Kukushkin en la final por 7-67, 6-4.

### Dobles Masculino
- Ruben Bemelmans /  Laurynas Grigelis ganaron el título, derrotando a  Purav Raja /  Sanam Singh  por 6-3, 4-6, 11-9.